# 미래고등학교
미래고등학교(未來高等學校)는 대한민국 강원특별자치도 원주시 행구동에 있는 공립 고등학교이다.

## 학교 연혁
- 1991년 10월 15일 : 원주공업고등학교 설립 인가 (전기과, 토목과, 자동차과 각 3학급, 전자과 6학급 계 15학급)
- 1992년 3월 1일 : 초대 윤종호 교장 취임
- 1992년 3월 2일 : 개교
- 2012년 7월 20일 : 학칙변경 인가(컴퓨터응용기계과, 전기과, 모바일전자과, 토목과, 건축과, 자동차과, 산업창작과 7개 학과로 개편, 계 36학급)
- 2018년 10월 10일 : 학칙 변경 인가 (산업창작과 → 드론전자과 학과개편)
- 2023년 3월 1일 : 교명변경 (원주공업고등학교 → 미래고등학교)
- 2023년 12월 29일 : 제30회 졸업식 (191명, 누계 11,433명)
- 2024년 3월 4일 : 2024학년도 신입생 입학 212명
- 2024년 9월 1일 : 제11대 최정하 교장 취임

## 설치 학과
- 컴퓨터응용기계과
- 전기과
- 자동차과
- 토목과
- 건축과
- 모바일전자과
- 뷰티케어과
- 드론전자과

## 참고 자료
- 미래고등학교 - 한국교육학술정보원 학교알리미